# Ypsolopha dentella
Espèce
La Plutelle du chèvrefeuille (Ypsolopha dentella) est une espèce de lépidoptères (papillons) de la famille des Ypsolophidae. On la trouve en Europe et en Anatolie. Elle a une envergure de 18 à 23 mm. Elle vole de juin à septembre selon les régions. Sa larve vit sur des chèvrefeuilles et des weigelas.

## Galerie

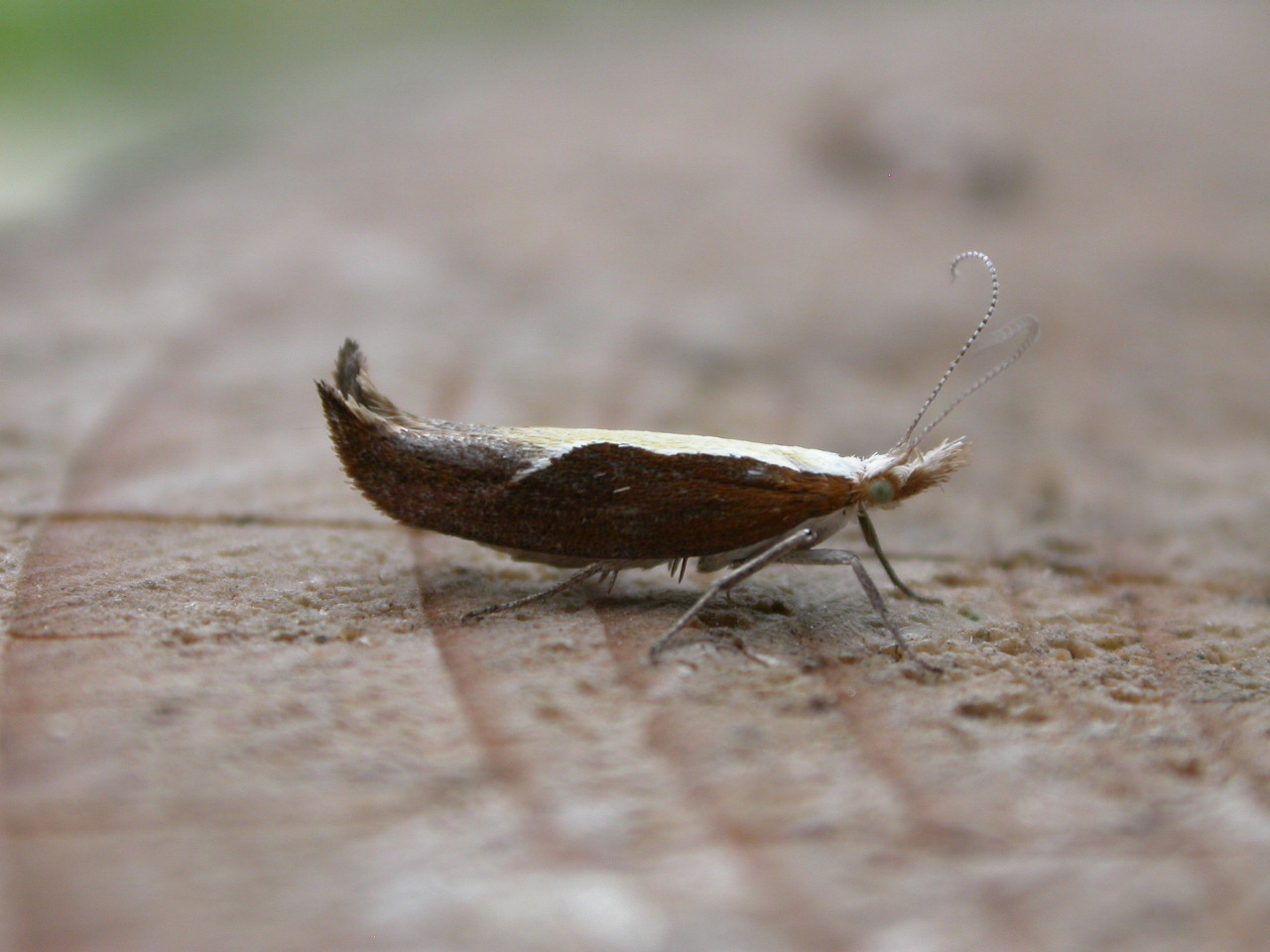